# MR 31 (核弾頭)
MR 31はフランスが開発した核弾頭。フランス空軍の中距離弾道ミサイルSSBS S2に搭載されていた。核物質にはプルトニウムのみを用いている核分裂弾頭である。1966年には核実験が行われている。
1970年から生産され、SSBS S2ミサイルに搭載され、アプト・セイント・クリストール空軍基地のミサイルサイロにて運用開始されたのは、1971年8月のことであった。SSBS S2ミサイルは18基が配備されている。
後継となるSSBS S3ミサイルおよびTN 61の配備は1980年から始まり、1982年までに更新された。これにより、SSBS S2/MR 31は退役した。